# Circunscrições eclesiásticas católicas da Croácia
A Igreja Católica na Croácia é constituída por quatro Arquidioceses Metropolitanas, uma Arquidiocese (não-Metropolitana), dez Dioceses de rito latino, uma eparquia de rito bizantino e um Ordinariato Castrense.

## Conferência Episcopal da Croácia

Dioceses Católicas da Croácia

## Conferência Episcopal da Croácia[1][2]

### Província Eclesiástica de Đakovo–Osijek
- Arquidiocese de Đakovo–Osijek
  - Diocese de Požega

### Província Eclesiástica de Rijeka
- Arquidiocese de Rijeka
  - Diocese de Gospić–Senj
  - Diocese de Krk
  - Diocese de Poreč i Pula

### Província Eclesiástica de Split–Makarska
- Arquidiocese de Split–Makarska
  - Diocese de Dubrovnik
  - Diocese de Hvar–Brač–Vis
  - Diocese de Šibenik

### Província Eclesiástica de Zagreb
- Arquidiocese de Zagreb
  - Diocese de Bjelovar–Križevci
  - Diocese de Sisak
  - Diocese de Varaždin
  - Eparquia Greco-Católica de Križevci (Rito Bizantino)

### Jurisdição Sui Iuris
- Arquidiocese de Zadar
- Ordinariato Castrense na Croácia